# White Face
White face är ett studioalbum från 1988 av det svenska punkbandet Charta 77. Det gavs ut på 10".

## Spårlista
| Nr  | Titel              | Längd | Notering |
| --- | ------------------ | ----- | -------- |
| A1. | I am an Astronaut  | 3:09  |          |
| A2. | In Circles         | 2:58  |          |
| A3. | On the Wall        | 3:17  |          |
| A4. | Lottery of Justice | 3:13  |          |
| B1. | Can't Stand It     | 3:27  |          |
| B2. | Escape             | 3:33  |          |
| B3. | Acid Rain          | 3:43  |          |